# Gerolamo Cardano
Gerolamo Cardano, o Girolamo Cardano (24 de septiembre de 1501 - 21 de septiembre de 1576),fue un médico, biólogo, físico, químico, astrólogo, astrónomo, filósofo, escritor, jugador y matemático italiano del Renacimiento. Cardano fue autor de una de las primeras autobiografías modernas,y fue una de las figuras clave en la fundación de la probabilidad. También es conocido por ser el primero en publicar una solución general completa de la ecuación de tercer gradoy de la ecuación de cuarto grado, y por sus aportaciones a la mecánica, como la cerradura de combinación y la suspensión cardán que lleva su nombre. Por sus conocimientos que abarcan diversas disciplinas es considerado un polímata.

## Biografía
Nacido en Pavía, Ducado de Milán, Gerolamo Cardano era hijo ilegítimo de Fazio Cardano, un abogado con talento para las matemáticas que fue amigo de Leonardo Da Vinci. En 1520, ingresó en la Universidad de Pavía y estudió medicina en Padua consiguiendo excelentes calificaciones. Finalmente, obtuvo una considerable reputación como médico en Saccolongo (cerca de Padua) y sus servicios fueron muy valorados en distintas cortes (atendió al Papa y al arzobispo escocés de St. Andrews).
Salvando diversos obstáculos, fue aceptado en 1539 en el Colegio Médico de Milán, llegando a la cúspide de su profesión. 
En Bolonia, Cardano fue acusado de herejía en 1570 debido al tono polémico y agudo de sus escritos y por ser el autor del horóscopo de Jesús en 1554. Fue procesado por la Inquisición, pasó varios meses en prisión, abjuró y logró la libertad pero con la prohibición de publicar. Se mudó entonces a Roma y consiguió una pensión del Papa Gregorio XIII, y allí practicó la medicina, escribió libros médicos y terminó su célebre autobiografía. Murió en Roma (una leyenda dice que en el día que él mismo había predicho) y su cuerpo fue trasladado a Milán y enterrado en la iglesia de San Marcos.

## Obra

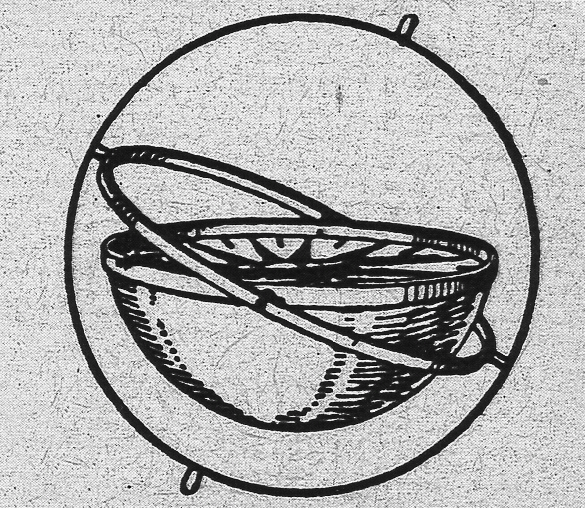
Suspensión cardán de una brújula (hacia 1570)

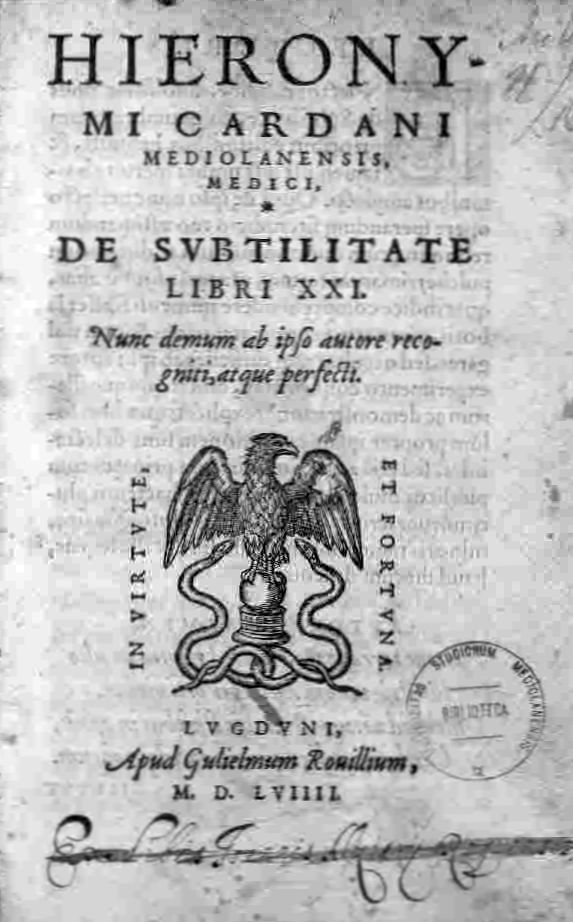
De subtilitate, 1559

Hoy es conocido por sus múltiples intereses. Sus textos originales, escritos en latín, son objeto de laboriosas interpretaciones. Entre sus libros se encuentran las dos enciclopedias de saberes generales que publicó: De subtilitate rerum (1550) y De varietate rerum (1559).
En primer lugar, Cardano destaca por sus trabajos de álgebra. En 1539 publicó su libro de aritmética Practica arithmetica et mensurandi singulares. Publicó las soluciones a las ecuaciones de tercer y cuarto grado en su Ars magna datado en 1545. La solución a un caso particular de ecuación cúbica {\displaystyle x^{3}+ax=b} (en notación moderna), le fue comunicada a través de Niccolò Fontana (más conocido como Tartaglia) a quien Cardano había jurado no desvelar el secreto de la resolución; no obstante, Cardano consideró que el juramento había expirado tras obtener información de otras fuentes, por lo que polemizó con Tartaglia, a quien además cita. En realidad, el hallazgo de la solución de las ecuaciones cúbicas no se debe ni a Cardano ni a Tartaglia (había hallado una primera fórmula Scipione dal Ferro hacia 1515) y hoy está acreditada la honradez de Cardano que lo reconocía así en su libro. Una ecuación de cuarto grado fue resuelta por un discípulo de Cardano llamado Lodovico Ferrari. En su exposición, puso de manifiesto lo que hoy se conoce como números imaginarios.
Su libro sobre juegos de azar, Liber de ludo aleae, escrito en la década de 1560 pero publicado póstumamente en 1663, constituye el primer tratado serio de la probabilidad, abordando métodos de cierta efectividad. También introdujo la rejilla de Cardano, una herramienta criptográfica, en 1550.
Hizo Cardano contribuciones a la hidrodinámica, apoyándose en esquemas del siglo XV d. C., y mantuvo que el movimiento perpetuo es imposible excepto en los cuerpos celestes. Así mismo, desarrolló un dispositivo que permite conservar la horizontalidad mediante dos ejes que giran en ángulo,  utilizado para estabilizar las brújulas en las naves, denominado suspensión cardán. Gerolamo inventó el sistema de transmisión entre dos ejes que lleva su nombre, el cardán o junta universal.
En el campo de la óptica, su obra De subtilitate rerum aconseja usar una lente en la cámara oscura para mejorar la nitidez de la imagen, considerándosele el inventor de este dispositivo, ya que por lo menos es el primer testimonio al respecto que se conoce, casi trescientos años antes de la aparición de la fotografía.
Como médico en la medicina renacentista ha sido estudiado agudamente por N. Siraisi, en The Clock and the Mirror. Fue Cardano el primero en describir la fiebre tifoidea, destacando su interés sobre variados temas médicos y sus comentarios sobre Galeno e Hipócrates. Su Contradicentium medicorum, de 1536, aborda temas de discusión en la medicina del siglo XVI d. C.. Su El libro de los sueños es la última onirocrítica de raíces antiguas (que se había iniciado con Artemidoro en el siglo II d. C.) y medievales, pasada por el filtro crítico del renacimiento, lo que lo hace un texto valiosísimo; siendo citado por Freud en su Interpretación de los sueños (1900).
En filosofía —donde ha sido estudiado a fondo por A. Ingegno, Saggio sulla filosofia di Cardano— no solo escribió sobre temas morales (como en De consolatione, De sapientia y Proxeneta). En De immortalitate animorum Cardano reabrió una discusión que había tenido lugar años antes principalmente entre Pietro Pomponazzi, Agostino Nifo, Alessandro Achillini y Marcantonio Zimara. Dentro del seno de las tradiciones filosóficas de Aristóteles y Averroes, en esta obra se disertaba acerca de cuáles habían sido sus posturas, y qué podía decir la razón natural sobre la inmortalidad del hombre. Cardano se significó en oposición a Pietro Pomponazzi, seguidor de Alejandro de Afrodisias.
Sus dos libros biográficos, Mi vida, y Mis libros (su autobibliografía) son dos obras maestras, que hacen además un retrato excelente de lo que pudo ser un sabio del siglo XVI d. C., y la valoración de sus libros.
Su Opera omnia se publicó en Lyon en el siglo XVII d. C., y ha tenido una edición facsímil en el siglo XX d. C. (hay una versión miniatura de la Universidad de Valencia ISBN 978-84-370-1887-4). El trabajo de recuperación prosigue desde Milán en la actualidad.

## Publicaciones

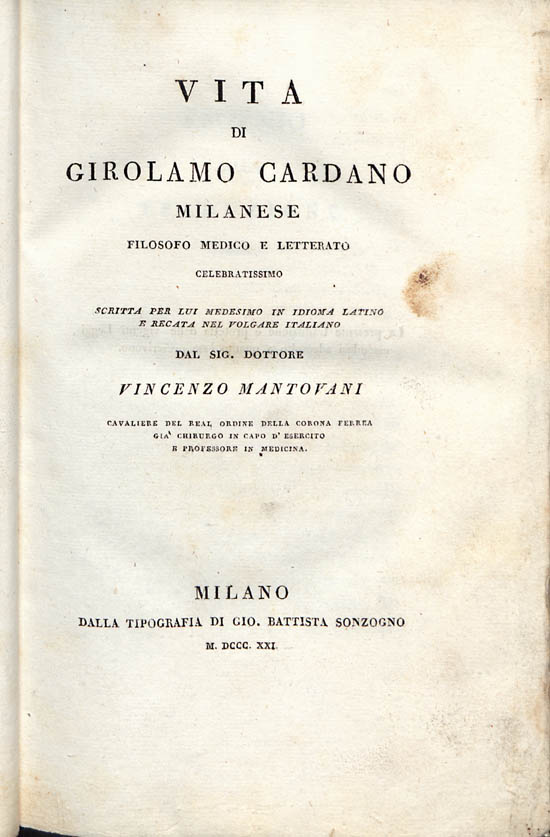
De propria vita, 1821.

- De malo recentiorum medicorum usu libellus, Venecia, 1536 (medicina)
- Practica arithmetice et mensurandi singularis, Milán, 1539 (matemática)
- De consolatione, Venecia, 1542 (filosofía)
- De sapientia, Núremberg, 1544 (filosofía)
- Artis magnae, sive de regulis algebraicis —conocido como Ars Magna—, Núremberg, 1545 (álgebra)
- De immortalitate animorum, Lyon, 1545 (reeditado por José Manuel García Valverde, Milán, FrancoAngeli, 2006 ISBN 88-46474-46-5) (filosofía). Hay versión de José Manuel García Valverde en  Archivado el 5 de marzo de 2016 en Wayback Machine..
- Liber somniorum, Basilea, 1562. Tr.: El libro de los sueños, Madrid, Asociación Española de Psiquiatría, 1999 ISBN 978-84-921633-9-7, versión de M. Villanueva. Última obra, pero renovadora, de la vieja de onirocrítica
- Contradicentium medicorum, Venecia 1536, temas de discusión en medicina
- In Cl. Ptolemaei... Quadripartitae Constructionis libros Commentaria, Basilea, 1554 (astrología)
- De subtilitate rerum, Nuremberg, Johann Petreius, 1550 (enciclopedia)
- Liber de libris propriis, Leiden, 1557.  Tr.: Mis libros, Madrid, Akal, 2002 ISBN 978-84-460-1263-4 versión de Francisco Socas. Auto-bibliografía
- De varietate rerum, Basilea, Heinrich Petri, 1557 (enciclopedia)
- Neronis encomium, 1562 (histórica y filosófica)
- Opus novum de proportionibus numerorum, motuum, ponderum, sonorum, aliarumque rerum mensurandarum. Item de alia regula, Basilea, 1570. (matemática)
- Prosseneta. Tr.: Proxeneta. De la prudencia civil, Milán, Mondadori, 2001. Libro sobre el trato entre los humanos
- De propia vita, París, 1643. Tr.: Mi vida, Madrid, Alianza, 1991, versión de Francisco Socas. Autobiografía
- Liber de ludo aleae (probabilidad)
- Metoposcopia, París, 1658, sobre fisiognómica
- Theonoston, 1663, filosofía

## Reconocimientos
- El cráter lunar Cardanus  lleva este nombre en su honor.[14]
- El asteroide (11421) Cardano también conmemora su nombre.[15]
- La red blockchain Cardano lleva ese nombre en su honor.[16]